# Lakshadweep
Lakshadweep är ett unionsterritorium och distrikt i Indien. Territoriet består av ögrupperna Lackadiverna och Amindiverna samt ön Minicoy belägna i Arabiska sjön, en del av Indiska oceanen. År 2001 var befolkningen 60 595, varav en stor majoritet är sunnitiska muslimer.
Namnet är sanskrit för hundratusen öar.
Lakshadweep har antagits ha koloniserats på 800-talet från Malabarkusten, enligt traditionen sägs dock befolkningen ha omvänts till islam på 600-talet. Öarna upptäcktes av Vasco da Gama 1498 och lydde därefter under Portugal, tills öarna omkring år 1545 kom under rajan av Cannanores styre. 1791 hamnade de under brittisk överhöghet, från 1877 med rätt att tillsätta sina egna hövdingar.
1947 lades Lakshadweep under delstaten Madras, men proklamerades 1956 som unionsterritorium. Lackadiverna var tidigare benämning på hela territoriet, men det ändrades 1973 till Lakshadweep.
Territoriet ligger norr om Maldiverna som är ett självständigt land.